# Kristian Lever
Kristian Lever, född 29 december 1993 i London, är en brittisk-finländsk dansare och koreograf.
Lever föddes i London med en brittisk far och en finländsk mor. Han växte upp i Helsingfors. Även om han som ung visade intresse för dans och rörelse till musik var det först som 16-åring han tog sin första danslektion. Lever har beskrivit det som att han med ens visste att han ville hålla på med dans.
Lever antogs till Nationaloperans balettskola. Redan året efter flyttade han till Moskva för att studera vid Bolsjojs balettakademi. Han avslutade sina studier vid Palucca Hochschule für Tanz i Dresden. Efter utbildningen flyttade han till Hamburg för att arbeta med John Neumeier och Kevin Haigen. I Hamburg erbjöds han, 20 år gammal, att koreografera för första gången för tyska Nationalungdomsbaletten.
Sedan debuten som koreograf har Lever även arbetat med Kroatiska nationalbaletten i Rijeka, Ukrainska nationalbaletten, Kungliga danska baletten och Hamburgbaletten. 2019 belönades han med Erik Bruhn-priset. Samma år grundade han sin egen dansgrupp Klever Dance. Den tyska tidningen Tanz utsåg 2019 Kristian Lever till årets mest lovande talang.
Lever är sedan 2019 åter bosatt i Finland. Han sommarpratar i Yle Vega den 20 juli 2021.